# Метасиликат магния-кальция
Метасиликат магния-кальция — неорганическое соединение,
двойная соль кальция, магния и метакремниевой кислоты
с формулой CaMg(SiO3)2,
бесцветные кристаллы,
не растворяется в воде.

## Получение
- В природе встречается минерал диопсид — CaMg(SiO3)2 с примесями железа, марганца, алюминия, хрома, ванадия, титана [1].

## Физические свойства
Метасиликат магния-кальция образует бесцветные кристаллы
моноклинной сингонии,
пространственная группа C 2/c,
параметры ячейки a = 0,9746 нм, b = 0,8899 нм, c = 0,5251 нм, β = 105,79°, Z = 4.
Не растворяется в воде.